# Tunisair Express
Tunisair Express (em francês:  Société des Lignes Intérieures et Internationales, em árabe: الخطوط التونسية السريعة) é uma companhia aérea com sede em Tunes, Tunísia. Opera para destinos dentro da Tunísia, bem como alguns serviços para Itália, França e Malta.

## História

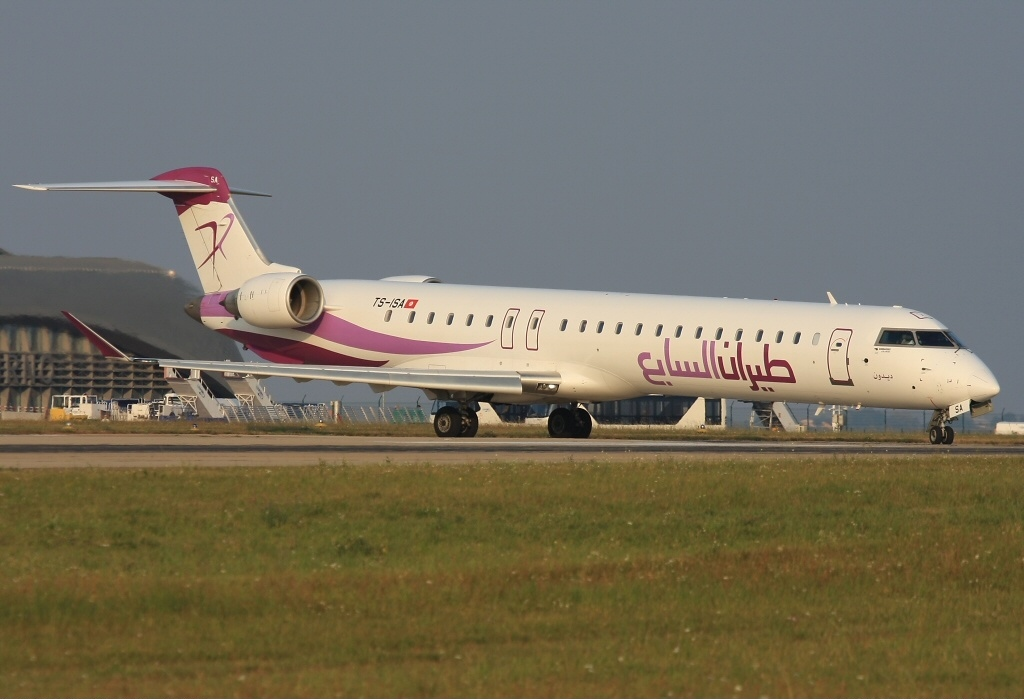
Um Bombardier CRJ900 da SevenAir

A companhia aérea foi fundada em 1991. Em 7 de julho de 2007, a Tunisair Express mudou de nome para SevenAir. SevenAir era propriedade de um parente da esposa do ex-presidente Zine El-Abidine Ben Ali, e foi rebatizado de TunisAir Express após a partida de Ben Ali da Tunísia em 14 de janeiro de 2011. 
Em dezembro de 2015, foi anunciado que a Tunisair Express seria incorporada à Tunisair em um futuro previsível para alcançar uma melhor rentabilidade. 

## Frota

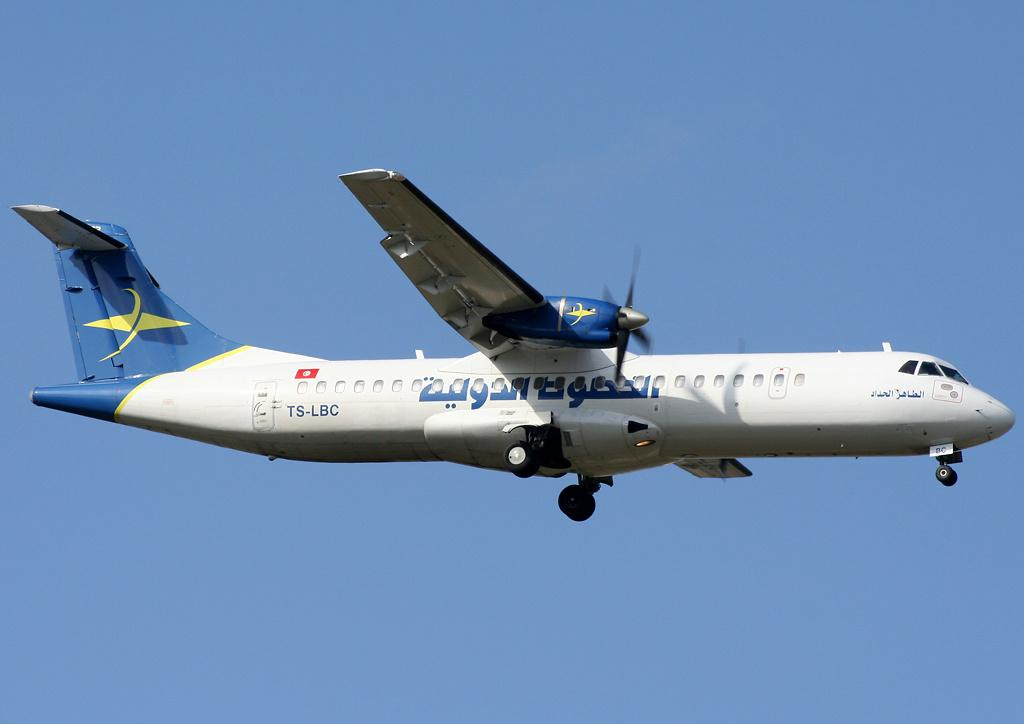
Um ex-ATR-72 da Tunisair agora operado pela Tunisair Express

A frota da Tunisair Express consiste nas seguintes aeronaves (Janeiro de 2020):
| Aeronaves  | Em Serviço | Ordens | Passageiros | Notas |
| ---------- | ---------- | ------ | ----------- | ----- |
| ATR 72-500 | 2          | –      | 70          |       |
| ATR 72-600 | 2          | 1      | 72          |       |
| Total      | 4          | 1      |             |       |